# I Love You Boyz
I Love You Boyz（アイ・ラブ・ユー・ボーイズ）は、2004年、叱咤903ディスクジョッキーのジム・ヤン（甄子康、少爺占、Jim Yan）、ドナルド・トン（唐剣康、Donald Tong）の2名によって結成された香港の男性2人組ユニットである。博美娯楽所属（過去にはエンペラー・エンターテインメント・グループなどに所属）。

## アルバム
- 2004年8月21日：我想買隻I Love You Boyz大碟
- 2005年7月15日：Silly King
- 2006年9月23日：艾粒電視台
- 2007年7月18日：艾粒電視台 Vol.2 奸爸DVD
- 2008年7月23日：艾粒電視台第3集 艾粒巨棒堂CDVD

## 舞台
- 2005年：『歓楽満TOUR 娯楽大飲茶』
- 2005年：『I Love You Boyz 歓楽満TOUR Part II 05壓軸導人向笑劇場 – 龍兄鳳弟』
- 2006年：『歓楽粒宵』
- 2007年：『I Love You Boyz GaGame Show 鬆啲! 衣池瀨』

## バラエティ番組
- 2004年：『零舍扮嘢』
- 2005年：ケーブル・エンターテインメント・チャンネル番組『玩死男朋友』
- 2006年7月：『パン&ジェームズのおつかい大挑戦!』（広東語吹き替え版）
- 2007年4月1日、8日：『愚楽I love U』
- 2007年7月：『パン&ジェームズのおつかい大挑戦!』（第2シリーズ）（広東語吹き替え版）
- 2007年9月1日：『愚楽I love U Summer』
- 2008年6月22及29日：TVB番組『好友移城之第三回』
- 2008年8月28日～：TVB番組『筋肉擂台』

## 書物
- 2007年：東京勁作状
- 2008年：艾粒老爺車